# 塞外奇侠
《塞外奇俠》（英語：Legend of the White Hair Brides）是新加坡根據梁羽生武侠小說《白髮魔女传》、《塞外奇俠传》、《七剑下天山》改編而拍攝製作的武俠电视剧，此劇1996年在新加坡TCS-8首播。主要演员有黄碧仁、黄嫊芳、郭淑贤。

## 演员表
- 黄碧仁 饰 练霓裳
- 黄嫊芳 饰 哈玛雅
- 郭淑贤 饰 纳兰明慧 / 易兰珠
- 秦伟 饰 杨云骢
- 沈辉濠 饰 楚昭南
- 原文庆 饰 卓一航
- 郑文全 饰 张华昭
- 梁维栋 饰 多铎
- 葛洪发 饰 晦明
- 郝平 饰 辛龙子

## 外部連結
- 塞外奇侠 百度百科